# Gaby Casadesus

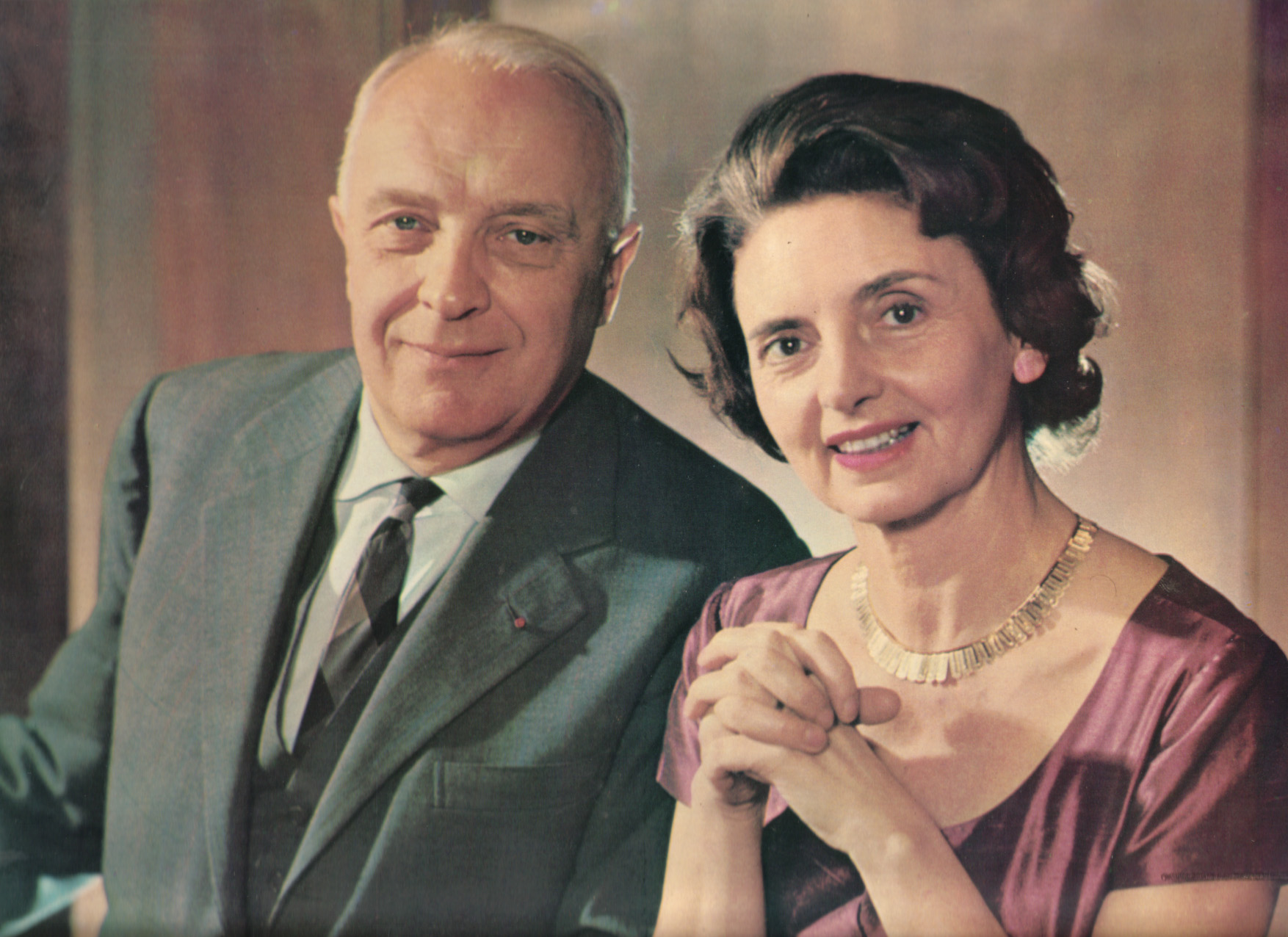
Robert und Gaby Casadesus

 Gaby Casadesus, geborene Gaby L’Hôte (* 9. August 1901 in Marseille; † 12. November 1999 in Paris) war eine französische Pianistin, deren Spezialität das französische Klavierrepertoire des 19. und 20. Jahrhunderts war.

## Leben und Werk
Casadesus trat mit 12 Jahren in das Pariser Konservatorium ein und wurde Schülerin von Marguerite Long und Louis Diémer. Mit 16 Jahren gewann sie den Prix Pagès, den prestigeträchtigsten französischen Wettbewerb, an dem Frauen zu der Zeit teilnehmen durften. Am Konservatorium lernte sie Robert Casadesus, einen Schüler von Louis Diémer, kennen und die beiden begannen, Duo-Klavierwerke gemeinsam aufzuführen und heirateten 1921. 1927 wurde ihr Sohn, der spätere Pianist Jean Casadesus geboren, 1932 ebenfalls in Paris ihr Sohn Guy Casadesus. Ihre Tochter, die spätere Opernsängerin Thérèse Casadesus, wurde 1942 in Princeton, Mercer County, New Jersey, USA, geboren.  Robert Casadesus schrieb mehrere Werke für das Duo, darunter Six Pieces (1938) und ein Konzert für zwei Klaviere, das sie 1934 erstmals in Warschau aufführten und 1950 mit den New Yorker Philharmoniker. Das Duo machte viele Aufnahmen, jedoch war sie auch eine bedeutende Solistin. Sie kannte Maurice Ravel, Gabriel Fauré, Florent Schmitt und Moritz Moszkowski, die sie bei ihren Interpretationen anleiteten. Ihr Repertoire umfasste auch Felix Mendelssohn Bartholdy und die Komponisten der Barockzeit. Als Lehrerin unterrichtete sie in den USA, an der Universität Mozarteum Salzburg, an der Académie Maurice Ravel in Saint-Jean de Luz und am Amerikanischen Konservatorium in Fontainebleau. Zu ihren bemerkenswerten Schülern zählen Donna Amato, David Deveau, Rudy Toth und Vladimir Valjarević. Zusammen mit Grant Johannesen und Odette Valabrègue Wurtzburger gründete sie 1975 die Casadesus International Piano Competition mit Sitz in Cleveland in Ohio.